# Kate Kelly
Kate Kelly (* 29. října 1980) je americká aktivistka, mormonka a zakladatelka strany Ordain Women, která bojuje za svěcení žen ke kněžství v rámci mormonské církve (Církve Ježíše Krista Svatých Posledních dnů). Za své aktivity byla v roce 2014 exkomunikována.

## Život
Kate Kelly se narodila do rodiny mormonských konvertitů. Ona i její rodiče byli uznávanými členy církve a drželi platná chrámová doporučení až do doby, kdy veřejně podpořili svou dceru v jejích aktivitách okolo hnutí Ordain Women.
Kate Kelly vystudovala církevní Univerzitu Brighama Younga a promovala jako politoložka. V roce 2006 byla v mormonském chrámu oddána s J. Neil Ransomem. Tato svatba byla mormonskou církví po její exkomunikaci anulována.

## Exkomunikace
Kate Kelly v roce 2013 začala veřejně vystupovat proti "patriarchálnímu útlaku", který spatřovala v mormonské komunitě a mormonské církvi. Své názory publikovala na feministické stránce, kterou založila.

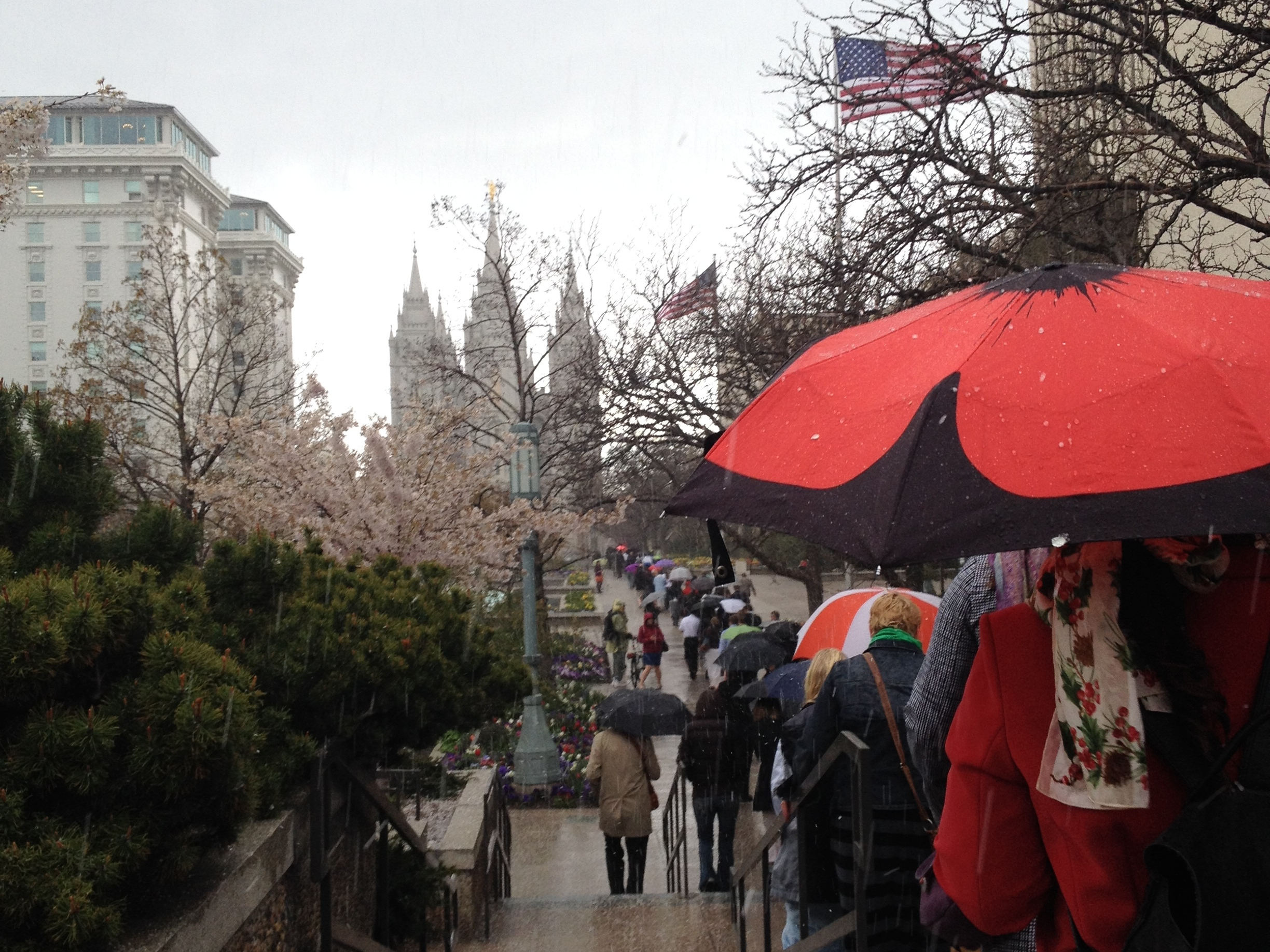
Dubnový protest Ordain Women

V dubnu 2014 svolala Kate Kelly protest na hlavním náměstí Salt Lake City, kde se konala pravidelná Generální konference Církve Ježíše Krista Svatých Posledních dnů. Cílem protestu, jehož se účastnili ženy i muži, bylo veřejně dát najevo, že mnozí členové církve zastávají právo žen na kněžské svěcení.
23. června 2014 bylo Kate Kelly oficiálně oznámeno, že byla exkomunikována v nepřítomnosti. Nyní[kdy?] je v kontaktu s dalším exkomunikovaným aktivistou Johnem Dehlinem a Kristovou komunitou.